# Захаров, Максим Андреевич
Максим Андреевич Захаров (род. 26 мая 1989, Новомосковск, СССР) — российский баскетболист, играющий на позиции лёгкого форварда. Мастер спорта России (2024).

## Карьера
Захаров родился в Новомосковске Тульской области, и до 13 лет тренировался у отца в спортшколе «Старт». Более серьезно занимался баскетболом у Анатолия Штейнбока в Школе Олимпийского резерва № 1 в Санкт-Петербурге.
В возрасте 16 лет перешёл в молодёжную команду ЦСКА. В сезоне 2008/2009 дебютировал на профессиональном уровне за основную команду.
В 2010 году в составе сборной Москвы Захаров стал победителем 2-й летней Спартакиады молодёжи России, которая проходила в Выборге.
Затем 4 года провел в США, где учился и играл за College of Eastern Utah в NJCCA. По причине того, что в студенческой лиге не могут играть спортсмены, у которых ранее были профессиональные контракты, Захаров получил пожизненную дисквалификацию на выступление в студенческой лиге.
Вернувшись в Россию, Максим 1,5 месяца готовился к сезону 2012/2013 в петербургском «Спартаке», но контракт с клубом не был подписан. После месяца тренировок с «Нижним Новгородом», Захаров подписал контракт с бельгийским клубом «Вервье-Пепенстер». После окончания контракта вернулся в Россию в «Темп-СУМЗ».
Сезон 2017/2018 Захаров начинал в составе «Купол-Родники», но в январе 2018 года покинул команду и перешёл в «Спартак-Приморье». В составе команды из Владивостока стал чемпионом Суперлиги-1
В августе 2018 года стал игроком МБА.

## Достижения
- Чемпион Суперлиги-1 дивизион: 2017/2018